# Quinto Mamilio Vítulo
Quinto Mamilio Vítulo  fue un político y militar romano, cónsul en el año 262 a. C. con Lucio Postumio Megelo y hermano del consular Lucio Mamilio Vítulo. Con su colega Megelo tomó Agrigento.